# Lista över fotbollsmuseer
Detta är en lista över fotbollsmuseer.
- 1. FC Köln Museum, Köln, Tyskland
- 2002 Fifa World Cup Museum, Korea
- Ajax Museum, Amsterdam, Nederländerna
- Arsenal Museum, London, England
- Borusseum – Borussia Dortmund Museum, Dortmund, Tyskland
- Chelsea Museum – "The Centenary Museum", London, England
- Degerfors Fotbollsmuseum, Degerfors, Sverige
- El museo del Club Atlético Peñarol, Peñarol, Uruguay
- The FC Barcelona President Núñez Museum, Barcelona, Spanien
- FC Basel 1893-Museum, Basel, Schweiz
- FC Red Star Belgrade Museum, Belgrad, Serbien
- The Fifa 2002 World Cup Memorial Japan Football Museum, Japan
- Fotballmuseet, Oslo, Norge
- Hibernian Football Club Museum, Edinburgh, Skottland
- HSV-Museum, Hamburg, Tyskland
- Liverpool Football Club Museum, Liverpool, England
- Manchester City Museum and Stadium Tour, Manchester, England
- Manchester United Museum & Tour Centre, Manchester, England
- Museo Boquenese (Boca Juniors), Buenos Aires, Argentina
- Museo del Calcio, Florens, Italien
- Museo del Futbol, Montevideo, Uruguay
- Museo del Futbol, Murcia, Spanien
- Museo del Fútbol Sudamericano, Luque, Paraguay
- Museu do Futebol, São Paulo, Brasilien
- National Football Museum, Preston, England
- National Soccer Hall of Fame and Museum, Oneonta, New York, USA
- Newcastle United Museum, Newcastle, England
- The official Bradford City Football Club Museum, Bradford, England
- Oranje Voetbalmuseum, Amsterdam, Nederländerna
- Queen of South Museum, Dumfries, Skottland
- San Siro Museo (Internazionale & AC Milan), Milano, Italien
- Schalke Museum, Gelsenkirchen, Tyskland
- Scottish Football Museum, Glasgow, Skottland
- Soccer Hall of Fame & Museum, Ontario, Kanada
- Suomen Jalkapallomuseo, Tammerfors, Finland
- West Ham United Football Club Museum, London, England
- Wuseum – Werder Bremen Museum, Bremen, Tyskland